# Julien Lagache
Julien Lagache, né le 3 juillet 1837 à Roubaix (Nord) et mort le 29 janvier 1902 dans la même ville, est un industriel et homme politique français.

## Biographie
Julien Lagache est le fils de l'industriel Julien Clovis Lagache et de Sophie Fidéline Lefebvre (sœur des cofondateurs du Peignage Amédée Prouvost). En 1859, il épouse la fille de l'ancien maire de Roubaix Henri Delattre-Libert.
Fabricant de tissus à Roubaix, il est président de la Chambre de commerce de Roubaix, censeur de la Banque de France locale et administrateur de la Compagnie des chemins de fer du Nord.
Conseiller général du Nord, il occupa la fonction de maire de Roubaix du 18 mai 1884 au 16 mai 1892.
Il donne son nom à une avenue de Roubaix ainsi qu’à un centre médical situé au 31 rue de Barbieux.

## Décoration
- Chevalier de la Légion d'honneur (décret du 7 mai 1895)[7].